# Côn khúc
Côn khúc (giản thể: 崑曲; phồn thể: 崑劇; bính âm: Kūnqǔ; Việt bính: kwan1 kuk1) hay Côn kịch / Tuồng Côn Sơn: Là một thể loại hí kịch của tỉnh Giang Tô, Trung Quốc. Đây là một trong những loại hình hí kịch cổ nhất của nghệ thuật Ca kịch Trung Quốc, ra đời vào khoảng cuối thế kỉ XIV (khoảng cuối thời nhà Nguyên, đầu thời nhà Minh). Côn kịch là loại hình nghệ thuật đầu tiên của Trung Quốc được UNESCO đưa vào danh sách Kiệt tác truyền khẩu và phi vật thể nhân loại.

## Lịch sử
Từ thời nhà Nguyên tại miền Nam Trung Quốc bắt đầu phổ biến hình thức giải trí tạp kịch. Theo sách Nam từ dẫn chính thì Côn khúc có nguồn gốc tại Côn Sơn, Tô Châu vào cuối thời nhà Nguyên (khoảng thế kỷ 14). Ngay từ khi ra đời Côn khúc đã được các hoàng đế nhà Minh như Minh Thái Tổ, Minh Thế Tông chú ý, nhiều vở truyền kì trở nên nổi tiếng trên sân khấu côn khúc như Ngọc quyết ký, Minh phượng ký, Hoán sa ký. Côn khúc tiếp tục là loại hình ca kịch phổ biến ở Trung Quốc thời nhà Thanh và đầu thời Trung Hoa dân quốc trước khi lụi tàn vào giữa thế kỷ 20, đặc biệt là trong thời gian Cách mạng Văn hóa. Từ giữa cuối thế kỷ 20, ca kịch Côn khúc bắt đầu được phục hồi và đến năm 2001 thì loại hình nghệ thuật này đã được UNESCO đưa vào danh sách Kiệt tác truyền khẩu và phi vật thể nhân loại.

## Các vở diễn nổi tiếng
- Hoán sa ký (浣纱记, tác giả Lương Thần Ngư)
- Mẫu đơn đình (牡丹亭, tác giả Thang Hiển Tổ)
- Trường sinh điện (长生殿, tác giả Hồng Thăng)
- Thập ngũ quán (十五貫, tác giả Phùng Mộng Long)
- Đào hoa phiến (桃花扇, tác giả Hồng Thượng Nhậm)